# Henri Van den Bulcke
Henri Van den Bulcke, flamand névváltozat Henry Van den Bulcke (1889. április 29. – 1947. december 9.) Európa-bajnok belga jégkorongozó, sportvezető.
Első válogatottbeli szereplése az 1910-es jégkorong-Európa-bajnokság volt, ahol bronzérmes lett. A következő évben is játszott az Európa-bajnokságon és ismét bronzérmesek lette. Részt vett az 1913-as jégkorong-Európa-bajnokságon, és a belga válogatott aranyérmes lett. Utolsó tornája az 1914-es jégkorong-Európa-bajnokság volt és ismét bronzérmes lett. Ezután kitört az első világháború és 5 Európa-bajnokság elmaradt. 1912 és 1920 között a Belga Jégkorongszövetség elnöke volt, és két alkalommal a Nemzetközi Jégkorongszövetséget is vezette. (1912–1914, 1914–1920).